# Anton Weddige
Anton Johann Julius Weddige (* 3. Mai 1843 in Rheine; † 2. November 1932 in Münster) war ein deutscher Chemiker.

## Leben
Weddige studierte von 1862 bis 1868 in Göttingen, Heidelberg, Berlin und Paris. 1865 promovierte er sich in Heidelberg zum Dr. phil.
1868 wurde er Assistent an der Universität Leipzig, zunächst bei Otto Linné Erdmann, danach von 1869 bis 1873 bei Hermann Kolbe. 1874 habilitierte er sich als Privatdozent. 1878 wurde er schließlich außerordentlicher Professor. Gemeinsam mit Ernst von Meyer (1847–1916) leitete er ein Jahrzehnt lang ein viel besuchtes Privatlaboratorium und übernahm nach Meyers Weggang nach Dresden die Professur für chemische Technologie. Weddige ließ sich 1902 aus gesundheitlichen Gründen emeritieren. Er starb 1932 in seinem 90. Lebensjahr auf seinem Alterswohnsitz bei Münster.
Weddiges Leipziger Kollege Berthold Rassow charakterisiert ihn in seinem Nachruf so:
„Weddiges chemische Arbeiten zeichneten sich durch große Exaktheit aus. […] er besaß den kernigen Humor seiner niederdeutschen Heimat und hatte große Auffassung für die bildende Kunst. Viele junge Künstler hat er tatkräftig unterstützt; diese sowie seine Schüler verehrten ihn mit großer Dankbarkeit.“
Weddige veröffentlichte vor allem im „Journal für praktische Chemie“. Seit 1882 war er Mitarbeiter an Ladenburgs „Handwörterbuch der Chemie“.